# Gare de Rosport
La gare de Rosport était une gare ferroviaire luxembourgeoise de la ligne d'Ettelbruck à Grevenmacher, située dans la localité de Rosport, ancienne commune aujourd'hui intégrée à la commune de Rosport-Mompach, dans le canton d'Echternach.
C'était une gare voyageurs de la Société nationale des chemins de fer luxembourgeois (CFL), avant sa fermeture en 1963.

## Situation ferroviaire
Établie à 155 mètres d'altitude, la gare de Rosport était située au point kilométrique (PK) 36 de la ligne d'Ettelbruck à Grevenmacher, entre les gares aujourd'hui fermées de Steinheim et de Hinkel.

## Histoire
La gare de Rosport est mise en service par la Compagnie des chemins de fer Prince-Henri, lors de l'ouverture à l'exploitation de la section d'Echternach à Wasserbillig de la ligne d'Ettelbruck à Grevenmacher le 20 mai 1874.
La gare est fermée le 24 mars 1963, en même temps que le trafic voyageurs sur la section Echternach-Grevenmacher de la ligne d'Ettelbruck à Grevenmacher. La gare est inscrit à l'inventaire supplémentaire des monuments nationaux le 14 novembre 2017.

## Service des voyageurs
Gare fermée depuis le 24 mars 1963. L'ancien bâtiment voyageurs existe toujours.